# Pulau Jambu (Bangkinang Barat)
Pulau Jambu is een bestuurslaag in het regentschap Kampar van de provincie Riau, Indonesië. Pulau Jambu telt 2947 inwoners (volkstelling 2010).